# Mont-Royal
Mont-Royal é uma cidade localizada na Ilha de Montreal, Quebec, Canadá, que foi absorvida pela cidade de Montreal em 2002. Mont-Royal se tornou independente novamente em 1 de janeiro de 2006. A cidade possui uma população de 19 671 habitantes (do censo nacional de 1996).